# 시시와카마루
시시와카마루(일본어: 死々若丸)는 《유유백서》에 등장하는 등장인물으로, 국내명은 약환.

## 소개
암흑무술대회에서 쿠와바라의 머리를 밟고 농락하여 아이템 저승의 날개옷으로 다른 공간으로 보내버리고 승리하지만, 젊은 모습의 겐카이에게 패배하고 그 모습에 반하게 된다. 나중에 쿠라마의 권유로 겐카이의 제자로 들어간다.

## 기술
•사출의 우의 (死出の羽衣)
상대를 어디인지 모르는 곳으로 보내버리는 기술, 작중 쿠와바라 카즈마는 이 기술을 맞아 전 경기장에서 탈락되는 굴욕을 당한다.